# (96217) Gronchi
(96217) Gronchi  es un asteroide perteneciente al cinturón de asteroides, descubierto el 14 de septiembre de 1993 por Maura Tombelli  y Vittorio Goretti desde la Estación de la Cima Ekar, en Italia.

## Designación y nombre
Gronchi se designó inicialmente como 1993 RP2.
Más adelante fue nombrado en honor al investigador astronómico de la Universidad de Pisa  Giovanni-Federico Gronchi (n. 1970).

## Características orbitales
Gronchi orbita a una distancia media del Sol de 2,2981 ua, pudiendo acercarse hasta 1,8369 ua y alejarse hasta 2,7594 ua. Tiene una excentricidad de 0,2007 y una inclinación orbital de 4,0304° grados: emplea en completar una órbita alrededor del Sol 1272 días.

## Características físicas
Su magnitud absoluta es 15,5. Tiene 2,192 km de diámetro. Su albedo se estima en 0,254.